# Эзотерический гитлеризм

Одна из работ Мигеля Серрано

Эзотерический гитлеризм — псевдонаучное неонацистское гностико-дуалистическое учение, включающее элементы восточных религий. Привносит в нацистскую доктрину мистицизм и синтезирует нацизм с индуизмом. Центральным элементом учения является идея, что Адольф Гитлер был аватаром (воплощением) индуистского бога Вишну.
Создано Мигелем Серрано, отставным чилийским дипломатом и писателем с конца 1970-х годов. Получило развитие в рамках неонацистской идеологии. На Серрано оказало влияние близкое учение Савитри Деви, одной из ключевых фигур, передавших нацистский арийский миф неонацистам и создавших неонацистский культ Гитлера.

## Содержание
Неонацистская мифология Серрано, стимулированная «нацистскими тайнами», восходит к его военному энтузиазму по отношению к фигуре Адольфа Гитлера, антисемитизму и посвящению в чилийский эзотерический орден, практиковавший медитацию, йогу и тантризм. Индо-нордический синтез Серрано проявляется в использовании им идей полярной родины «арийцев», санскритской терминологии, йоги, рун и германской мифологии. Культ Серрано испытал влияние юнгианской теории архетипов, и, как и учение Савитри Деви, рассматривает Гитлера как аватар.
Согласно Серрано, полубожественные «арийцы» имеют внеземное происхождение и являются носителями божественного света; против них плетёт заговор злой демиург, регент нашей планеты и хозяин всей низменной материи, «хозяин этого мира», который, согласно Серрано, несёт лишь разложение. Он писал, что космический Демиург (Иегова, или Яхве) поочерёдно создавал разные расы. Высшими существами он считал гиперборейцев, обладавших необычайными мудростью и могуществом. Эта высшая раса вступила в расовую войну против механического мира, созданного Демиургом. В результате войны на Северном полюсе появилась вторая Гиперборея, в которую из космоса прибыли боги, возглавляемые Вотаном с целью навести на Земле порядок. В этот золотой век гиперборейцы были учителями «низших рас» — «чёрной», «жёлтой» и «красной», стремясь вывести их из полуживотного состояния. Однако некоторые гиперборейцы забыли о «чистоте крови» и начали смешиваться с «дочерьми человеческими», что стало причиной катастрофы и потери земного рая. Произошло падение Луны на Землю, после чего чистокровные гиперборейцы отправились на Южный полюс, а другие в качестве кроманьонцев стали постепенно отступать на юг, спасаясь от ледника. Континент Гиперборея погрузился в недра полой Земли, где гиперборейцам удалось восстановить священный порядок в подземных городах Асгартхе (Асгарде) и Шамбале.
Затем гиперборейцы начали борьбу с Демиургом (Яхве). На стороне Демиурга борется созданная им «антираса» (биороботы) — евреи, плетущие заговор против гиперборейцев. Евреев Серрано отождествлял с «химерой». Орудиями этого заговора стали христианство и масонство, умышленно исказившие исконные «арийские» знания. Серрано считал христианство враждебным для «арийской расы». Он утверждал, что против христианства и масонства боролись сначала рыцари-тамплиеры, а затем эсэсовцы, целью которых было уберечь мир от деволюции. Гиперборейцы не имеют телесности и могут открыться лишь тем, чья кровь хранит память о древней «белой расе».
В книгах Серрано существенное место занимают неоиндуистские понятия — чакры, астрал, йога, третий глаз, а также европейская магия рун. Серрано считал, что кундалини-йога необходима для очищения «мистической арийской крови» до её прежнего качества божественного света. Другие его идеи включают гностическую войну против евреев, чёрное солнце, аватар Гитлера и нацистские НЛО в Антарктиде. Серрано утверждал, что Гитлеру удалось избежать смерти в 1945 году, поскольку он на летающей тарелке перебрался в Антарктиду, где, согласно Серрано, расположены подземные нацистские базы.
Серрано считал эру Рыб неблагоприятной для «арийцев-гиперборейцев» и ожидал наступления эры Водолея, когда, согласно его учению, вернутся боги и герои, предтечей которых им назывался Гитлер как «последний аватар».
Свастика рассматривается в учении Серрано как символ «утраченной расовой чистоты», символ героев, которые стоят за возвращение Гипербореи.

## Влияние
Вплоть до своей смерти сам Серрано и его учение пользовались большим почитанием у молодых неонацистов, придерживающихся расистской идеологии превосходства «белых».
От автора эзотерического гитлеризма неонацизм нового поколения пополнился новыми мифами и понятиями. Следуя примеру Джеймса Мадоле, принявшего теософию и индуистскую кастовую иерархию, неонацистская идеология включила в себя восточные темы в мистических доктринах Савитри Деви и Мигеля Серрано, которые в настоящее время являются значимыми для расистского подполья.